# Fajans

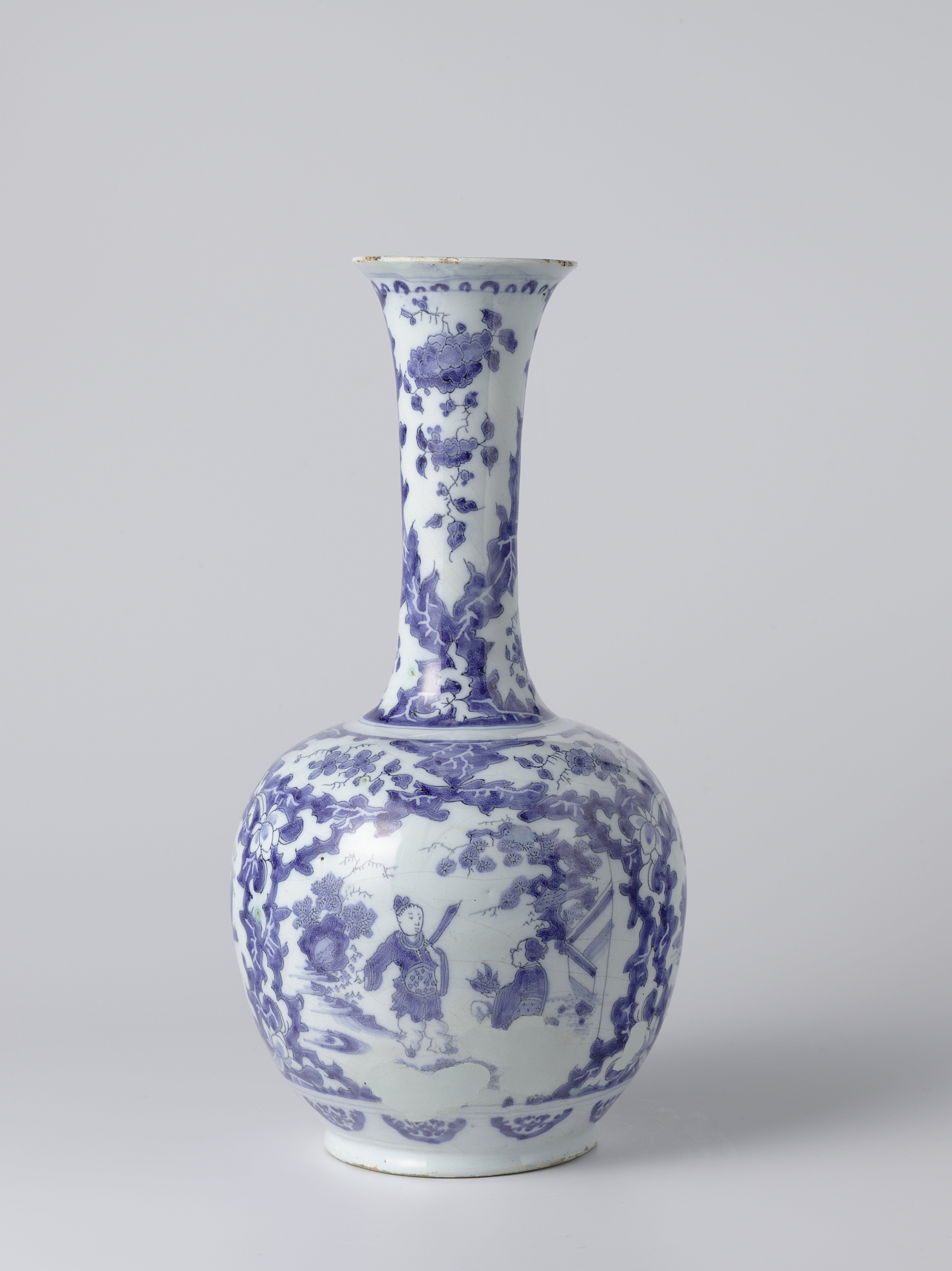
Waza. Delft, ok. 1680–1690. Rijksmuseum

Fajans – wyrób ceramiczny o czerepie porowatym, pokryty szkliwem bogatym w dwutlenek cyny.
W historii ceramiki artystycznej termin fajans stosuje się do dwóch różnych typów ceramiki: fajansu właściwego oraz fajansu delikatnego. Fajans właściwy, o nieprzezroczystym (matowym), kryjącym szliwie ołowiowo–cynowym po raz pierwszy pojawił się w IX-wiecznym Iraku, gdzie arabscy ceramicy próbowali uzyskać białe tło dla dekoracji barwnej podobne do chińskiej porcelany. Ten rodzaj ceramiki rozprzestrzenił się w całym świecie islamu, zaś do Europy dotarł za pośrednictwem tzw. ceramiki hiszpańsko–mauretańskiej, tworzonej przez Arabów zamieszkujących Półwysep Iberyjski (zobacz Al-Andalus). Do Włoch naczynia z Hiszpanii docierały przez wyspę Majorkę i prawdopodobnie to od jej nazwy Włosi nazwali je majoliką, przy czym począwszy od XIV wieku zaczęli oni rozwijać produkcję własnej ceramiki tego typu. Jednym z największych ośrodków jej produkcji była Faenza, stąd w importującej włoską majolikę Francji zaczęto nazywać ją fajansem. Pod koniec XVI wieku wytwórnie fajansu zaczęły powstawać we Francji i Niderlandach, zaś w XVII wieku najważniejszym ośrodkiem jego produkcji stało się Delft w Holandii (zob. Fajanse z Delftu). W Polsce fajans zaczęto produkować w XVII wieku w Gdańsku, co wynikało z jego bliskich kontaktów z Holandią. W następnym stuleciu w Rzeczypospolitej zaczęły powstawać kolejne manufaktury (farfurnie) fajansu.

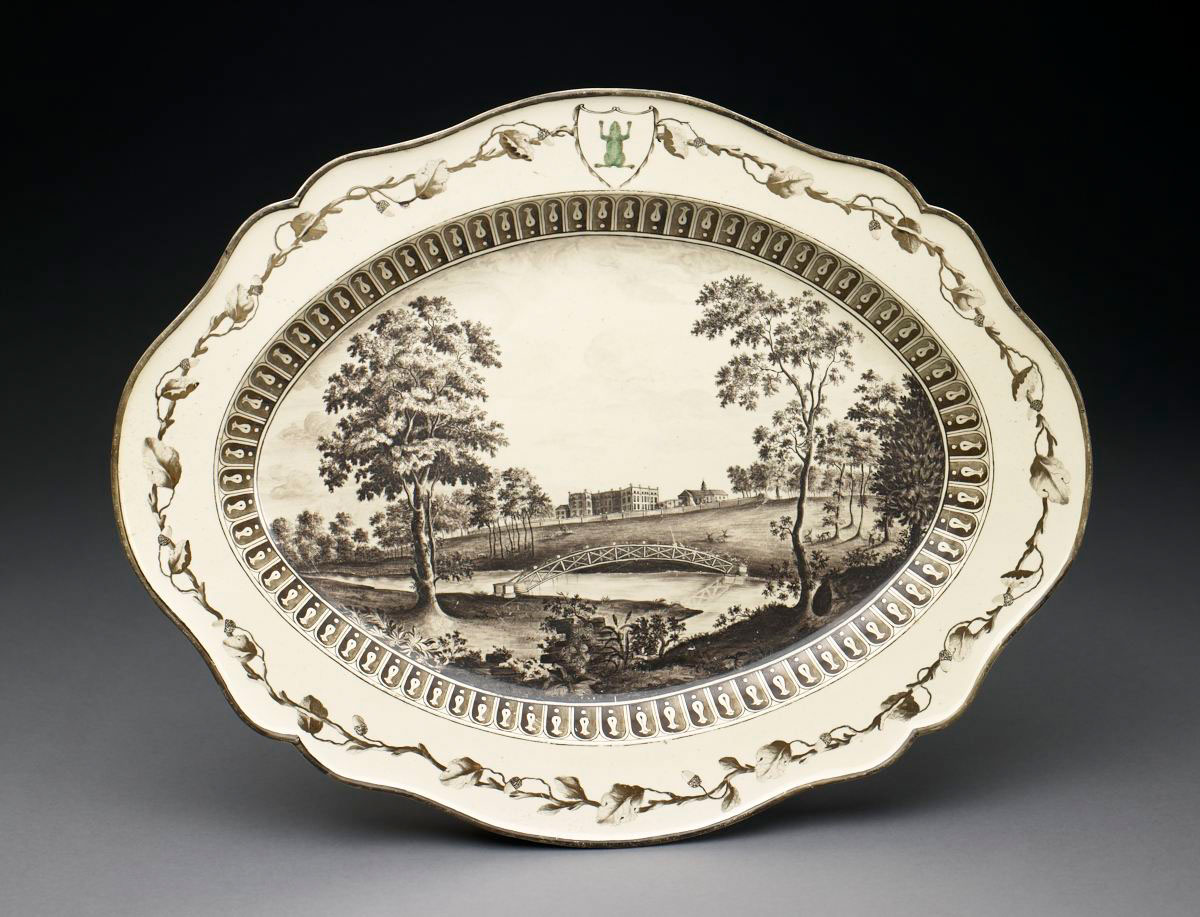
Półmisek z fajansu delikatnego Josiaha Wedgwooda pochodzący z serwisu wykonanego dla Katarzyny II, 1773–1774. Birmingham Museum of Art

Fajans delikatny (zwany też angielskim lub cienkościennym) (ang. creamware; fr. faïence fine), wyrabiany jest z glinek jaśniejszych, kaolinitowych, z dodatkiem kredy, marmuru, skaleni i innych, oraz pokrywany przezroczystym szkliwem ołowiowym. Powstał w Anglii w połowie XVIII wieku, po czym został udoskonalony przez Josiaha Wedgwooda. Fajans delikatny szybko podbił Europę, pokonując konkurencję w postaci znacznie droższej porcelany. W Polsce produkowały go m.in. manufaktura w Ćmielowie, Fabryka fajansu w Kole, Manufaktura majoliki w Nieborowie i szereg zakładów powstałych we Włocławku (zob. Fajans włocławski). Wyroby fajansowe nie są spieczone i stają się nieprzesiąkliwe tylko dzięki zastosowaniu szkliwa. Ich temperatura wypału nie przekracza 1000 do 1280 ℃, jest zatem niższa niż w przypadku kamionki czy porcelany.
Fajansem nazywa się również znany Starożytnym Egipcjanom materiał, który pod względem składu miał więcej wspólnego ze szkłem, niż z ceramiką. Poza podobnymi czasem kolorami powstałych z niego wyrobów nie ma on nic wspólnego z ceramicznym fajansem.

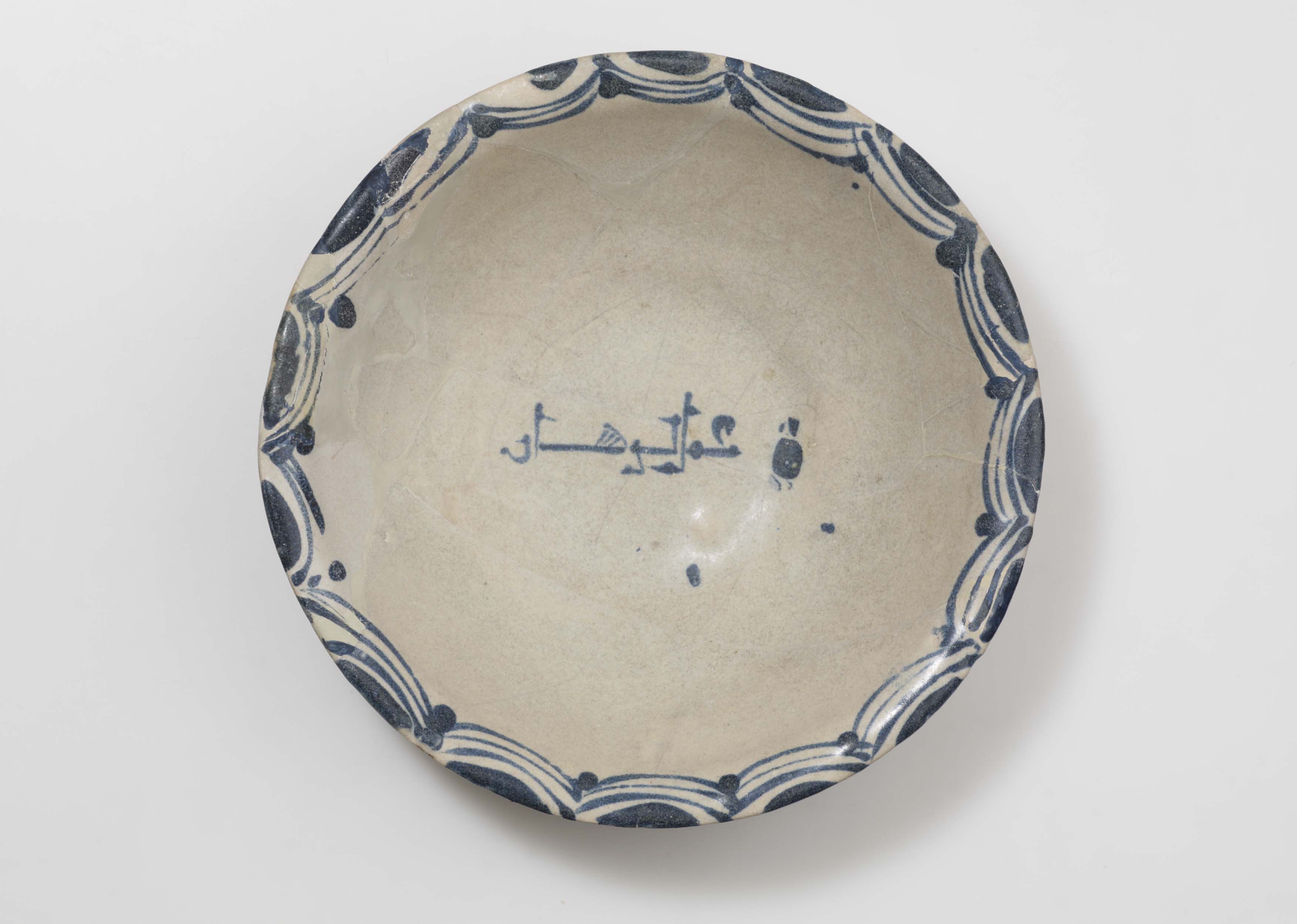
Misa malowana na niebiesko na nieprzezroczystej białej glazurze cynowej. Irak, IX–X w. Khalili Collection of Islamic Art
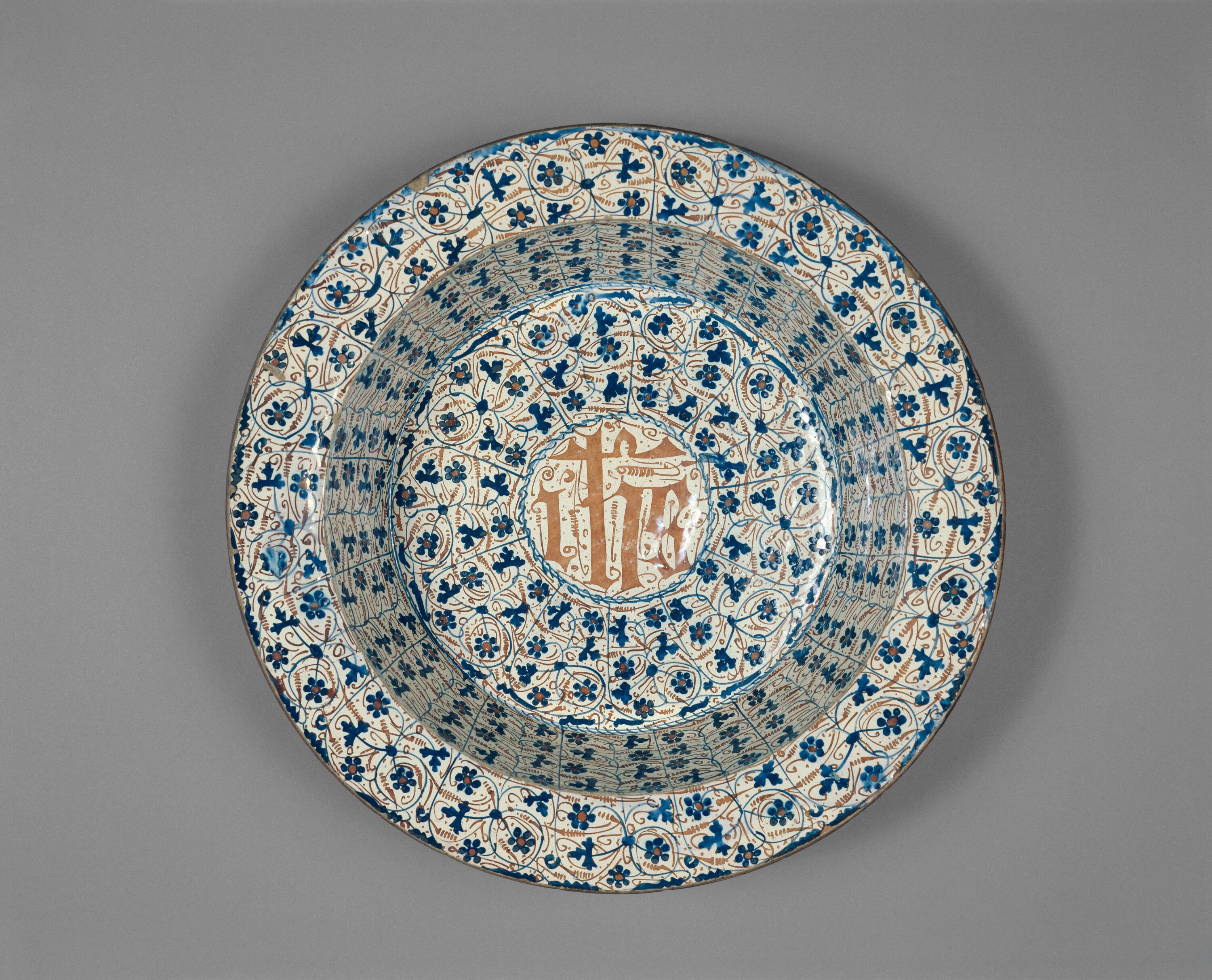
Misa z monogramem IHS używanym na oznaczenie zwrotu Iesus Hominum Salvator – Jezus Zbawcą Ludzkości, kojarzonym z Bernardynem ze Sieny. Prawdopodobnie Manises, ok. 1450. J. Paul Getty Museum
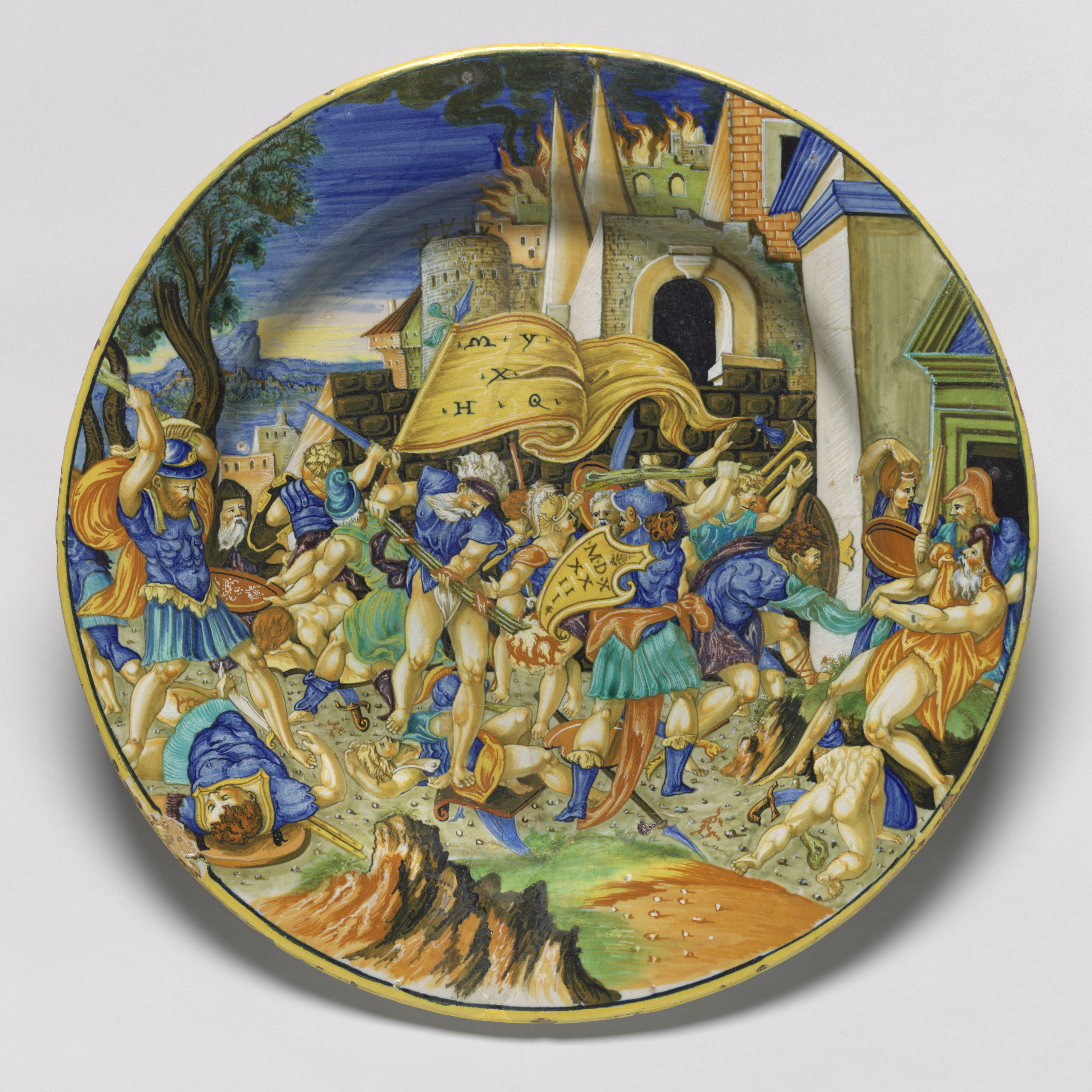
Talerz ze sceną Bitwy w wąwozie Roncevaux wykonaną przez Francesco Xanto Avelliego. Urbino, 1532. National Gallery of Art
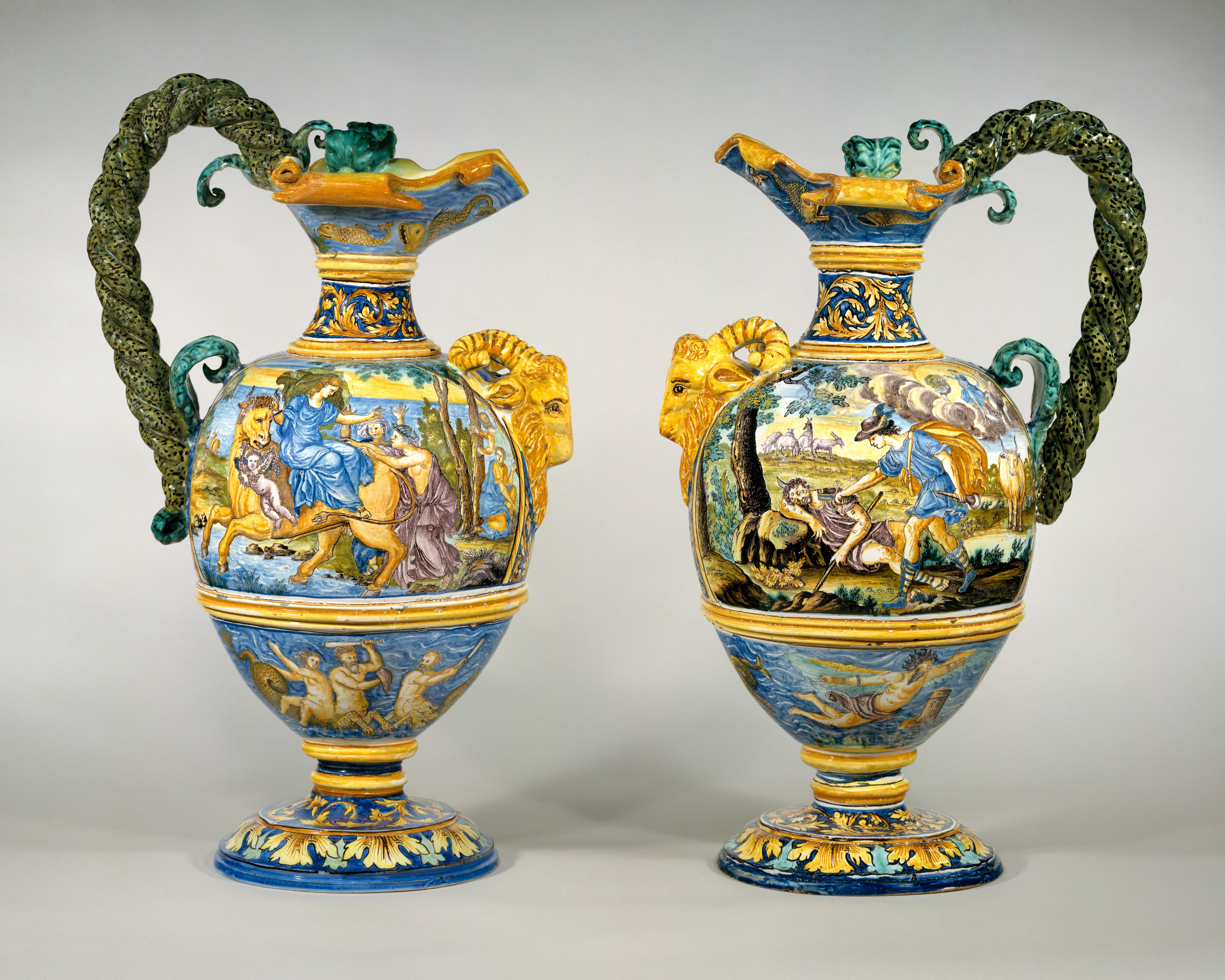
Para dzbanów w stylu Ludwika XIV. Nevers, ok. 1680. Metropolitan Museum of Art
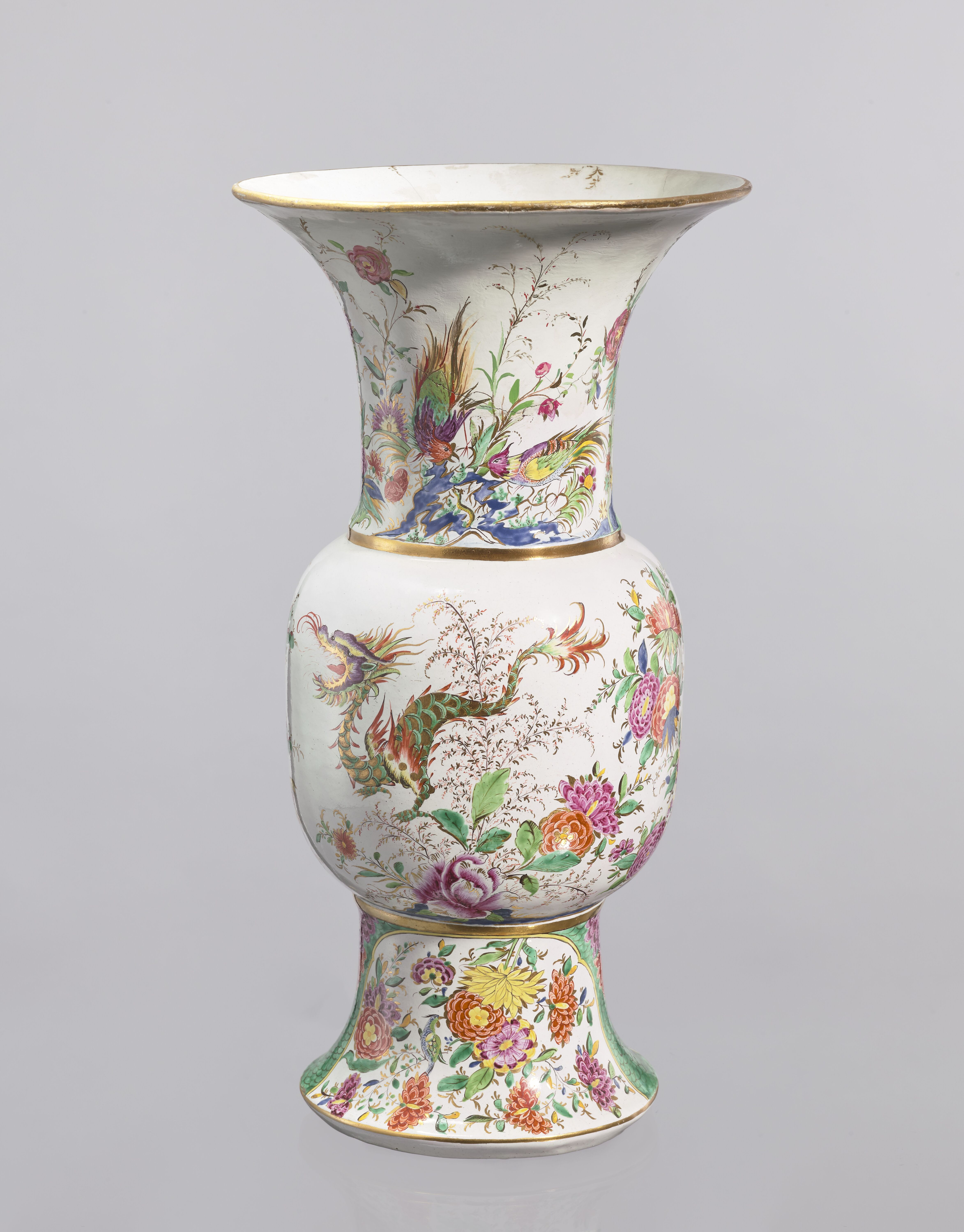
Wazon z dekoracją w stylu chinoiserie z Królewskiej Fabryki Farfurowej w Belwederze. Muzeum Narodowe w Warszawie